# Горностаев, Иван Гаврилович
Иван Гаврилович Горностаев (18 августа 1928, Первое Тарлаково, Средневолжская область — 8 октября 1967, Воронеж) — советский футболист, выступавший на позиции левого защитника и полузащитника, футбольный тренер. Сыграл один матч в высшей лиге СССР. Мастер спорта СССР (1959).

## Биография
Начинал играть в футбол в юношеской команде кузнецкого «Спартака», а во второй половине 1940-х годов играл за его старшую команду. После службы в армии по рекомендации своего брата Григория перешёл в куйбышевские «Крылья Советов», но выступал только за дубль и клубные команды.
В 1954 году перешёл в воронежский клуб «Крылья Советов», позднее переименованный в «Труд» (ныне — «Факел»). В его составе выступал в течение восьми сезонов. В 1959 году стал бронзовым призёром чемпионата РСФСР среди команд класса «Б», а в 1960 году — победителем класса «Б» и чемпионом РСФСР. В 1961 году сыграл один матч в классе «А» — 8 апреля 1961 года в первом туре против бакинского «Нефтяника».
В конце карьеры выступал за клубные команды воронежского «Труда» и за воронежский «Машиностроитель», в котором был играющим тренером.
Скончался 8 октября 1967 года в Воронеже на 40-м году жизни. Похоронен на Левобережном кладбище.

## Личная жизнь
Младший брат Григорий (1929—1997) тоже был футболистом, в ряде команд играл вместе с Иваном. Самый старший брат, Дмитрий, тоже в детстве занимался футболом, но погиб на фронте во время войны.